# Kenitische hypothese

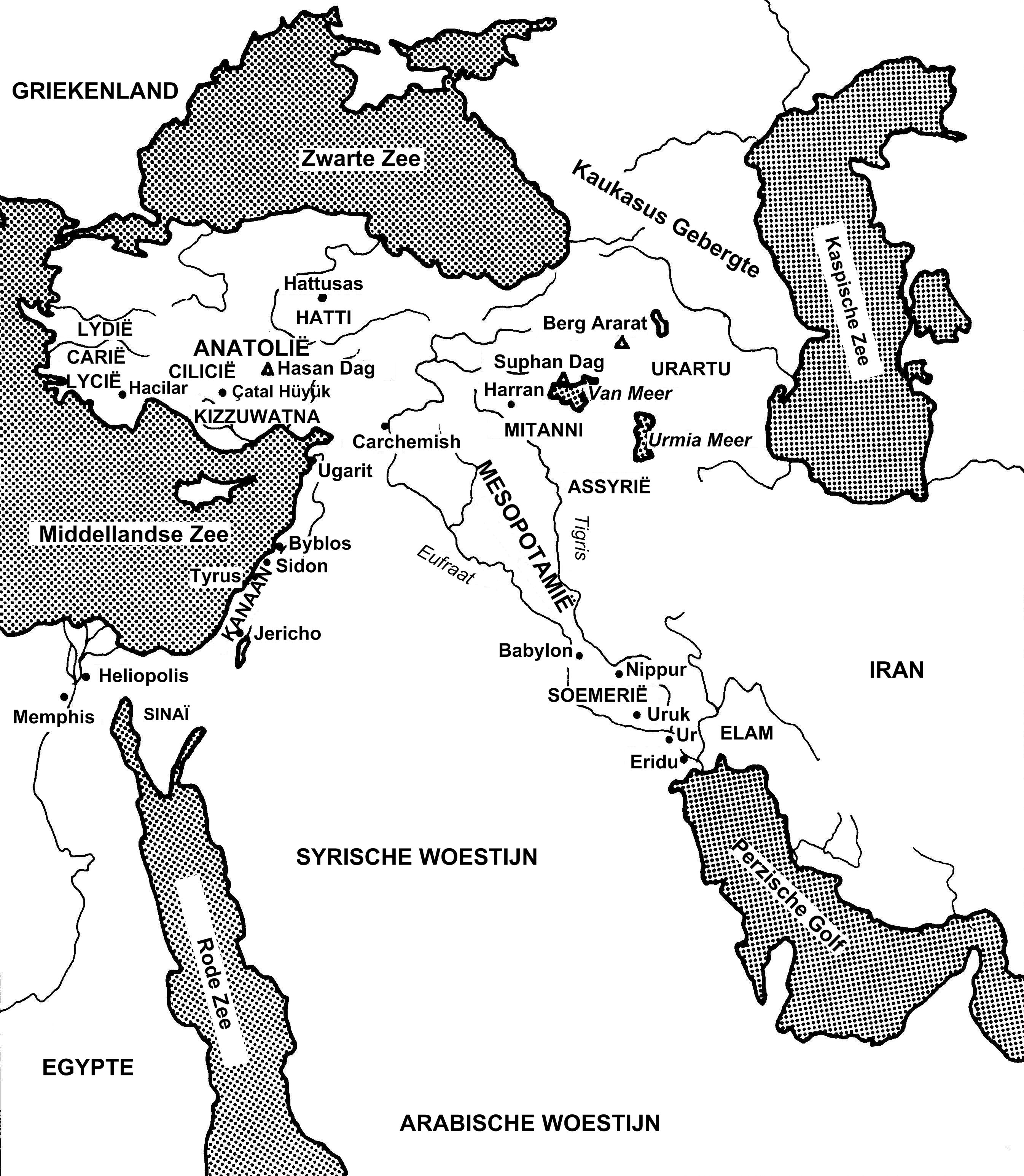
Levant situeringskaart. De belangrijkste gebieden en steden in en rond de regio.

Volgens de zogeheten Kenitische hypothese of Midjanitische hypothese lag de oorsprong van JHWH niet in Kanaän, maar in het gebied direct ten zuiden van de Levant.

## Hoofdlijnen van de hypothese
De Kenitische hypothese is gebaseerd op vier pijlers: een interpretatie van de teksten in de Hebreeuwse Bijbel over de relatie van Mozes met de Midjanieten, toespelingen op de oorspronkelijke woonplaats van JHWH in oude poëtische teksten, Egyptische topografische teksen uit de 14e tot 12e eeuw v.Chr. en Kaïn als voorvader van de Kenieten.

### Mozes en de Midjanieten

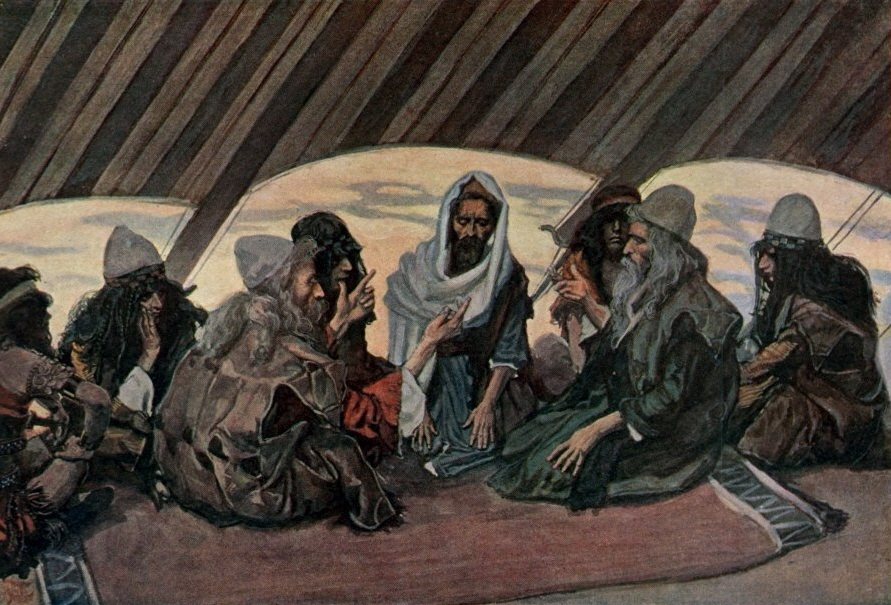
Jethro en Mozes (James Tissot)

Volgens deze hypothese werd JHWH bij Mozes geïntroduceerd door zijn schoonvader Jetro. Hij werd "priester van Midjan" (Exodus 3:1) en "Keniet" (Rechters 4:11) genoemd. De Kenieten waren een Kanaänitische of Midjanitische stam die zich later, in elk geval deels, aansloot bij de Israëlieten. Als Jetro priester was van de Kenieten die in Midjan leefden, rijst de vraag welke god of goden hij aanbad. De oppergod El was bekend bij zowel de Kanaänieten als de Israëlieten en de theofore naam Reüel (zoals Jetro werkelijk heette - Exodus 2:18; Numeri 10:29) bevatte de godsaanduiding el, zoals veel Semitische namen uit die periode. Het zou dus geen verbazing wekken als Jetro El aanbad. Maar onduidelijk is of Jetro de Hebreeuwse God JHWH al aanbad, voordat hij Mozes ontmoette. Bijbelwetenschappers wijzen erop dat Mozes zelf Gods werkelijke naam JHWH pas leerde kennen nadat hij bij Jetro in Midjan ging wonen. In het verhaal van de brandende doornstruik verklaarde God:
Ik ben aan Abraham, Isaak en Jakob verschenen als God, de Ontzagwekkende [El Shaddai], maar mijn naam HEER [JHWH] heb ik niet aan hen bekendgemaakt— Exodus 6:3
Sommigen vermoeden dat Mozes voor het eerst van JHWH hoorde van zijn schoonvader en dat de offermaaltijd met Aäron en de oudsten van Israël (Exodus 18) de formele initiatie van Aäron in de formele aanbidding van JHWH beschreef.

### Poëzie
Vroege Jahwistische poëzie lijkt deze herkomst van JHWH te bevestigen. Zo wordt op vijf verschillende plaatsen expliciet gezegd dat JHWH verbleef in de landen ten zuiden van het Bijbelse koninkrijk Juda. Deze passages zijn Deuteronomium 33:2, Rechters 5:4, Habakuk 3:3 en 3:7 en Jesaja 63:1. Elke passage beschrijft JHWH als voortgekomen uit de landen van Midjan en Edom, soms op specifieke plaatsen zoals Bosra, de berg Seïr en de berg Paran, en soms in algemene termen waar de godheid wordt beschreven als afkomstig van Teman, een woord dat letterlijk "zuiden" betekent. Met name de berg Seïr werd een synoniem voor de Edomieten, zowel binnen als buiten de Hebreeuwse Bijbel, de Amarnabrieven vermelden een "volk van Shēri", en een topografische lijst uit de 13e eeuw v.Chr. gemaakt door Ramses II in West Amara vermeldt de "Shasu van Seïr". De tekst van de Zegening van Mozes en het Lied van Debora (Rechters 5) lijken elkaar te citeren, afhankelijk van wat het eerst werd geschreven, en hoewel beide zeggen dat JHWH scheen vanaf de berg Paran, is de Zegening van Mozes uniek omdat het specifiek vermeldt dat JHWH eigenlijk kwam van de berg Sinaï.

## Geschiedenis
Friedrich Wilhelm Ghillany was in 1862 de eerste die suggereerde dat JHWH zijn oorsprong had in was historisch bekend stond als het koninkrijk Edom (het gebied direct ten zuiden van de Dode Zee), waarbij hij talloze passages citeerde waarin de god werd beschreven als afkomstig uit zuidelijke landen. Ongeveer tien jaar later werd een vergelijkbare theorie, onafhankelijk van die van Ghillany, gepostuleerd door Cornelis Petrus Tiele en uitgebreider door Bernhard Stade.
De huidige vorm van de hypothese werd vrij compleet uitgewerkt door Karl Budde en werd later geaccepteerd door Hermann Guthe, Gerrit Wildeboer, Henry Preserved Smith en George Aaron Barton.